# Chris Collins (homme politique, 1962)
Pour les articles homonymes, voir Chris Collins et Collins.
Christopher « Chris » Michaels Collins est un représentant et un homme politique canadien, député libéral à l'Assemblée législative du Nouveau-Brunswick de 2007 à 2018 et président de cette même assemblée de 2014 à 2018.
Il est ministre jusqu'en 2010.

## Biographie
Chris Collins est né le 23 juin 1962 à Saint-Jean, au Nouveau-Brunswick. Il obtient son diplôme de l'école secondaire Harrison Trimble en 1980 puis étudie les sciences politiques et la philosophie à l'Université St. Thomas de Fredericton. Il habite actuellement à Moncton avec son épouse Lisette Richard. Leur fils Sean est décédé à l'âge de 13 ans le 9 juillet 2007 des suites d'un cancer.
Durant plus de vingt ans, il occupe différents postes comme représentant des ventes et représentant des comptes principaux pour plusieurs grandes entreprises comme Clairol, L'Oréal, Alberto-Culver et General Mills Canada.
Il est élu au conseil municipal de Moncton aux élections municipales de 2004. Il préside le comité d’examen des taux pour l’approvisionnement en eau et les égouts, en plus d'être membre des comités des affaires administratives et juridiques, de l'environnement, des transports et de la Caisse de retraite des employés de la cité de Moncton.
Chris Collins est membre de l'Association libérale du Nouveau-Brunswick. Il est élu à la 56e législature pour représenter la circonscription de Moncton-Est à l'Assemblée législative du Nouveau-Brunswick le 5 mars 2007, lors d'une élection partielle. Il est assermenté au Conseil exécutif le 12 janvier 2010 et nommé ministre des Gouvernements locaux, dans le gouvernement de Shawn Graham. Il siège au Comité des corporations de la Couronne, au Comité des hauts fonctionnaires de l’Assemblée et au Comité des comptes publics. Il a aussi siégé au Comité spécial de l’apprentissage continu, présidé le Comité spécial du mieux-être et servi au poste de whip du gouvernement.
Il est réélu à la 57e législature le 27 septembre 2010, lors de la 57e élection générale.
Chris Collins pratique le ski, la voile, le curling et le golf. Il a déjà été commandant de l’escadrille canadienne de plaisance de Shédiac et a contribué au milieu sportif en tant qu’entraîneur de soccer mineur et bénévole pour le hockey mineur.
Il est impliqué dans diverses causes, notamment le programme des petits-déjeuners à l'école, le financement pour les familles qui doivent quitter la province pour suivre un traitement médical et l'amélioration des soins d'oncologie pédiatrique dans la province. Il milite pour que soit reconnu le lien entre le cancer chez les enfants et l'usage de pesticides.
Le 5 avril 2018, le premier ministre Brian Gallant a suspendu Collins du caucus libéral en attendant une enquête sur les allégations de harcèlement formulées contre Collins par un ancien employé de l'Assemblée législative. Gallant a également déclaré que son gouvernement demanderait au comité de l'administration législative de suspendre Collins en tant que président jusqu'à ce que l'enquête de la tierce partie soit terminée.